# Андора на Светском првенству у атлетици на отвореном 2015.
Андора је на Светском првенству у атлетици на отвореном 2015. одржаном у Пекингу од 12. до 30. августа. учествовала једанаести пут. Репрезентацију Андоре представљала је једна атлетичарка која се такмичола у скоку удаљ.
На овом првенству Андора није освојила ниједну медаљу, а такмичарка Клаудија Гури оборила је лични рекорд на отвореном..

## Резултати

### Жене
| Атлетичар     | Дисциплина | Лични рекорд | Квалификације | Квалификације | Полуфинале | Полуфинале | Финале                | Финале       | Детаљи |
| Атлетичар     | Дисциплина | Лични рекорд | Резултат      | Место         | Резултат   | Место      | Резултат              | Место        | Детаљи |
| ------------- | ---------- | ------------ | ------------- | ------------- | ---------- | ---------- | --------------------- | ------------ | ------ |
| Клаудија Гури | скок удаљ  | 5,68д        | 5,59 ЛР       | 17 у гр. Б    |            |            | Није се квалификовала | 31 / 31 (34) |        |